# Semjon Leontjewitsch Goldschtab
Semjon Leontjewitsch Goldschtab (russisch Семён Леонтьевич Гольдштаб; * 19. Dezember 1906; † 20. April 1971) war ein sowjetischer Theater- und Filmschauspieler.

## Leben
Goldschtab studierte bis 1924 an der Theaterschule  in Baku und gehörte anschließend zum Ensemble des dortigen Theaters „Die Möwe“. Danach wirkte er unter anderem an Theatern in Kursk und Tomsk.  Von 1935 bis 1940 spielte er am Kirow-Theater  in Kirow. Von 1941 bis 1944 war er beim Filmstudio Taschkent beschäftigt, von 1944 bis 1946 bei Mosfilm in Moskau, wo er auch am Theater-Studio der Filmschauspieler (Театр-студия киноактёра) und danach an anderen Bühnen spielte.
Bekannt wurde Goldschtab als erster Darsteller Stalins im sowjetischen Film. Er verkörperte ihn erstmals 1937 in Michail Romms Lenin im Oktober (an der Seite von Boris Schtschukin als Lenin) und bis 1942 noch in drei  weiteren Filmen. Danach wurde der Georgier Micheil Gelowani bis zum Tod des Diktators der offizielle Stalindarsteller (nur Ende der 1940er kurzzeitig abgelöst von Alexei Diki). Angeblich führte Stalins sich nach dem Zweiten Weltkrieg verstärkender Antisemitismus dazu, dass Goldschtabs wenige Stalindarstellungen nachträglich Gelowani zugeschrieben wurden. Im Zuge der Entstalinisierung nach 1956 erging es allerdings beiden Darstellern gleich: ihre Szenen wurden aus den Filmen zum großen Teil herausgeschnitten, oder aber, wie im Fall Goldschtabs als Stalin in Lenin im Oktober, bei einer Umkopie des Films durch einen Schauspieler wie z. B. einem revolutionären Matrosen, verdeckt.

## Filmografie
- 1937: Lenin im Oktober (Ленин в Октябре) – Regie: Michail Romm
- 1941: Die erste Reiterarmee (Первая конная) – Regie: Jefim Dsigan und Georgi Beresko
- 1942: Alexander Parchomenko (Александр Пархоменко) – Regie: Leonid Lukow
- 1942: Suche Bator / Man nannte ihn Suche-Bator (Его зовут Сухэ-Батор) – Regie: Iossif Cheifiz und Alexander Sarchi
- 1943: Три гвардейца / Родные берега – Regie: Mikola Sadkowitsch und Wladimir Braun[2]